# Дени Хјум
Дени Хјум (енгл. Denis Clive "Denny" Hulme, 1936-1992) је новозеландски возач формуле 1 и освајач шампионске титуле 1967. године.